# Lilltjärnen (Nederkalix socken, Norrbotten, 733565-182794)
Lilltjärnen är en sjö i Kalix kommun i Norrbotten och ingår i Kalixälvens huvudavrinningsområde.